# Gornji Marinkovac
 Gornji Marinkovac  falu Horvátországban Zágráb megyében. Közigazgatásilag Dubravához tartozik.

## Fekvése
Zágrábtól 40 km-re keletre, községközpontjától 5 km-re délnyugatra, a megye keleti részén fekszik.

## Története
A település lakosságát 1931-ig Marinkovac néven a szomszédos Donji Marinkovaccal együtt számították. 1857-ben 275, 1910-ben 647 lakosa volt.
Trianonig Belovár-Kőrös vármegye Križi járásához tartozott. 1948-tól számít önálló településnek, akkor 288-an lakták. 2001-ben 157  lakosa volt.

## Lakosság
| Lakosság változása | Lakosság változása | Lakosság változása | Lakosság változása | Lakosság változása | Lakosság változása | Lakosság változása | Lakosság változása | Lakosság változása | Lakosság változása | Lakosság változása | Lakosság változása | Lakosság változása | Lakosság változása | Lakosság változása |  |
| ------------------ | ------------------ | ------------------ | ------------------ | ------------------ | ------------------ | ------------------ | ------------------ | ------------------ | ------------------ | ------------------ | ------------------ | ------------------ | ------------------ | ------------------ |  |
| 1857               | 1869               | 1880               | 1890               | 1900               | 1910               | 1921               | 1931               | 1948               | 1953               | 1961               | 1971               | 1981               | 1991               | 2001               |  |
| 275                | 427                | 390                | 497                | 499                | 647                | 534                | 586                | 288                | 281                | 278                | 228                | 191                | 178                | 157                |  |

## Külső hivatkozások
Dubrava község hivatalos oldala